# The Place

The Place var en restaurang på Arkivgatan 7 i stadsdelen Lorensberg i Göteborg. 
Krogen öppnade 1987 i restaurang Arkivgatans tidigare lokaler. Bakom satsningen stod bland andra finansmannen Sven Norfeldt och kocken Ulf Wagner. Den blev snabbt populär bland dåtidens yuppies. Köket var en blandning av svensk- och fransk gourmetmat.  Restaurangen belönades 1990 som första krog i Göteborg med en stjärna i Guide Michelin. Strax därefter lämnade Wagner över som kökschef till Dan Lexö. Den behöll sin stjärna till och med 1995 då man bytte till en enklare inriktning. Den såldes därefter till Leif Mannerström och bytte namn till Mannerström.